# Pycnodella pictula
Pycnodella pictula är en insektsart som beskrevs av Marius Descamps 1965. Pycnodella pictula ingår i släktet Pycnodella och familjen gräshoppor. Inga underarter finns listade i Catalogue of Life.